# José Manuel Piernas y Hurtado
José Manuel Piernas y Hurtado (Madrid, 1843-Madrid, 1911) fue un economista, escritor y catedrático español.

## Biografía
Nació en 1843 en Madrid. Catedrático de Hacienda Pública en la facultad de Derecho de las universidades de Oviedo, Zaragoza y Madrid, fue vocal de la Junta de Reformas Sociales y autor de numerosas obras de hacienda y economía política. Krausista y republicano, colaboró en publicaciones periódicas como La España Moderna, Mercurio (1903) y Unión Ibero-Americana (1904), entre otras. Falleció en 1911 en su ciudad natal.